# Fedir Krytschewskyj

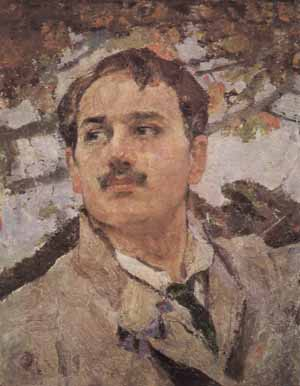
Selbstporträt Fedir Krytschewskyj

Fedir Hryhorowytsch Krytschewskyj (* 10. Maijul. / 22. Mai 1879greg. in Lebedyn, Gouvernement Charkow im Russischen Reich; † 30. Juli 1947 in Irpin bei Kiew, Ukrainische SSR) war ein ukrainischer Maler, Kunstlehrer sowie Mitgründer und erster Rektor der Akademie der Bildenden Künste in Kiew.

## Biografie
Krytschewskyj wuchs mit seinem älteren Bruder Wassyl Krytschewskyj (Василь Григорович Кричевський, 1873–1952), der ebenfalls Maler wurde, in Lebeydn auf. Der Vater der Geschwister war ein jüdischer Landarzt, der zum orthodoxen Christentum konvertiert war, ihre Mutter war Ukrainerin. Fedirs Talent fiel den Töpfern der Gegend auf, woraufhin er nach Moskau eingeladen und auf die Aufnahmeprüfung an die Hochschule für Malerei, Bildhauerei und Architektur vorbereitet wurde, an der er dann zwischen 1896 und 1901 studierte. Von 1907 bis 1910 studierte er an der Russischen Kunstakademie in Sankt Petersburg. Nach seinem Abschluss an der Akademie reiste er 1911 durch Europa (Paris, München, Berlin, Rom, Wien). 

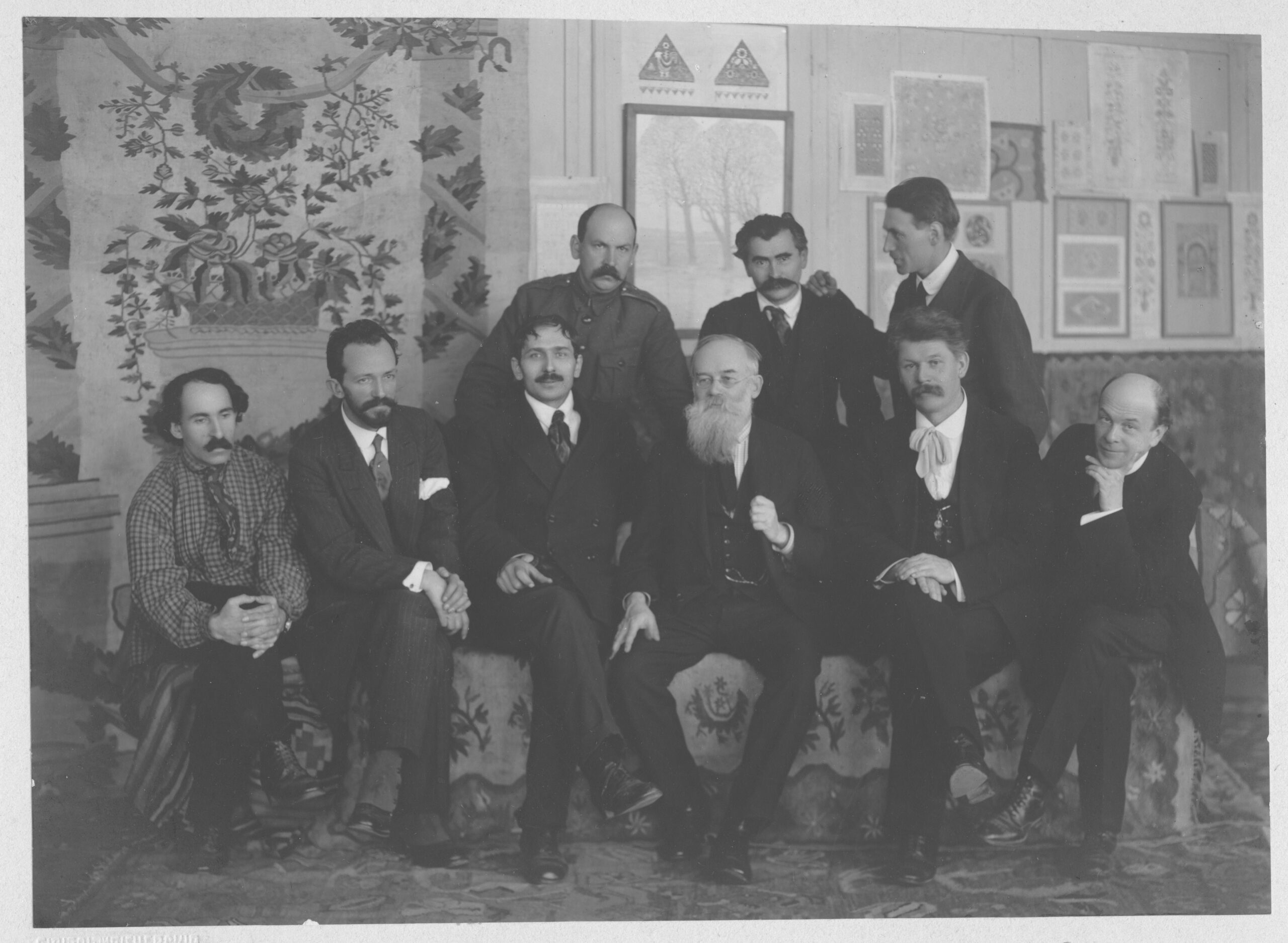
Gründer der Ukrainischen Staatlichen Akademie der Künste, 1917: Sitzend: Abram Manewytsch, Oleksandr Muraschko, Fedir Krytschewskyj, Mychajlo Hruschewskyj, Iwan Steschenko, Mykola Buratschek. Stehend: Heorhij Narbut, Wassyl Krytschewskyj, Mychajlo Bojtschuk.

Nach seiner Rückkehr ließ er sich in Kiew nieder, wo er 1917 Mitgründer und erster Rektor der Akademie der Bildenden Künste wurde.
Im Jahr 1930 war er Professor am Charkow-Kunst-Institut. Im Juni 1939 erhielt er, gemeinsam mit seinem Bruder Wassyl, den Titel eines Doktors der Kunstwissenschaften und im Mai 1940, ebenfalls zusammen mit seinem Bruder, den Titel „Verdienter Künstler der UdSSR“ verliehen.
1941 unternahm er eine kreative Reise in die Westukraine, aus der er zu Beginn des Großen Vaterländischen Krieges wieder nach Kiew zurückkehrte. Von dort wurde er nach Ufa evakuiert, kehrte aber nach Kiew zurück. Von dort ging er im Herbst 1943 in die Westukraine und schließlich nach Königsberg zu seinem Bruder, der sich bereits dort aufhielt. Hier versuchte er noch der schnell vorrückenden Roten Armee nach Westen zu entkommen, wurde jedoch vom Geheimdienst SMERSCH verhaftet und nach längeren Verhören und Folterungen, nachdem er aller seiner Titel und Ehren beraubt wurde, nach Irpin bei Kiew verbannt. Dort erneut verhaftet wurde er wegen Krankheit entlassen. Er starb während der Hungersnot 1947 hoffnungslos geschwächt in Irpin. Zwölf Jahre nach seinem Tod wurde er im Rahmen der Entstalinisierung rehabilitiert, woraufhin im Jahr 1959 die erste posthume Retrospektive seiner Werke in Kiew stattfand. 1965 wurde sein Sarg auf den Lukjaniwska-Friedhof (Grundstück Nr. 25, Reihe 15, Platz 3) in Kiew umgebettet.

## Werk
Krytschewskyj schuf annähernd tausend Kompositionen, Porträts, Landschaftsbilder, Skizzen und Studien, bevorzugt auf großen Leinwänden. Eine Zeit lang näherte er sich dem Stil des Neobyzantinismus von Mychajlo Bojtschuk (Миха́йло Льво́вич Бойчу́к; 1882–1937) wendete sich jedoch, auch durch seine Westeuropareise von Gustav Klimt und Ferdinand Hodler beeinflusst, letztlich zu einem realistischen Stil. Während seine frühen Arbeiten als seine wertvollsten und anerkanntesten gelten, litten seine späteren Werke unter dem ideologischen Zwang des Sozialistischen Realismus. Zu seinen wichtigsten Werken zählen: Drei Lebensalter von 1913 und Leben (Triptychon – Liebe, Familie und Heimkehr), entstanden zwischen 1925 und 1927, mit welchem er 1928 auf der Biennale in Venedig aufsehen erregte. Er war seit den 1930er Jahren eine der führenden Persönlichkeiten in der ukrainischen Kunst und organisierte in den Jahren 1911 und 1913 die ersten rein ukrainischen Kunstausstellungen. Seine Werke wurden seit 1897 auf über 34 Einzel- und Gruppenausstellungen, innerhalb und außerhalb der Ukraine, ausgestellt. Als Kunstlehrer unterrichtete er Schüler wie Tetjana Jablonska, Serhij Schyschko, Wolodymyr Kostezkyj (Володи́мир Микола́йович Косте́цький; 1905–1968) und Heorhij Melichow (Георгій Степанович Меліхов; 1908–1985). Eine große Zahl seiner Werke befinden sich heute im Nationalen Kunstmuseum der Ukraine in Kiew.

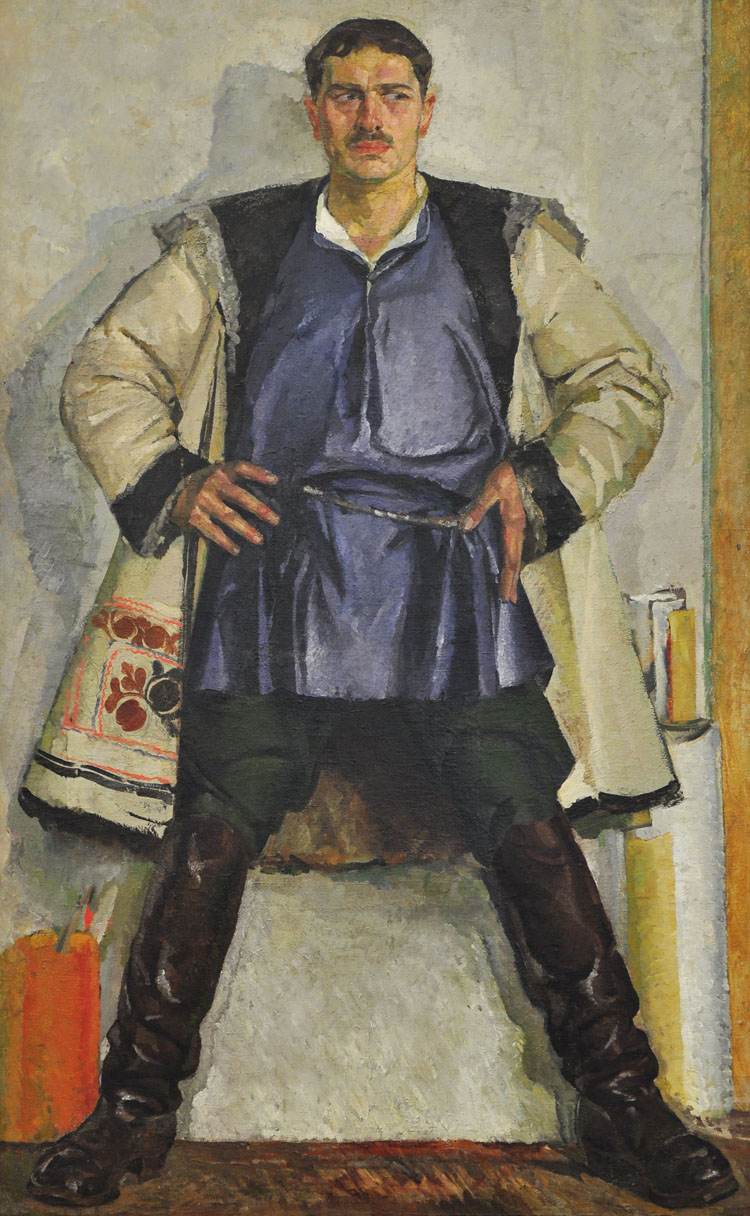
Nationales Kunstmuseum; Selbstporträt, zwischen 1926 und 1932
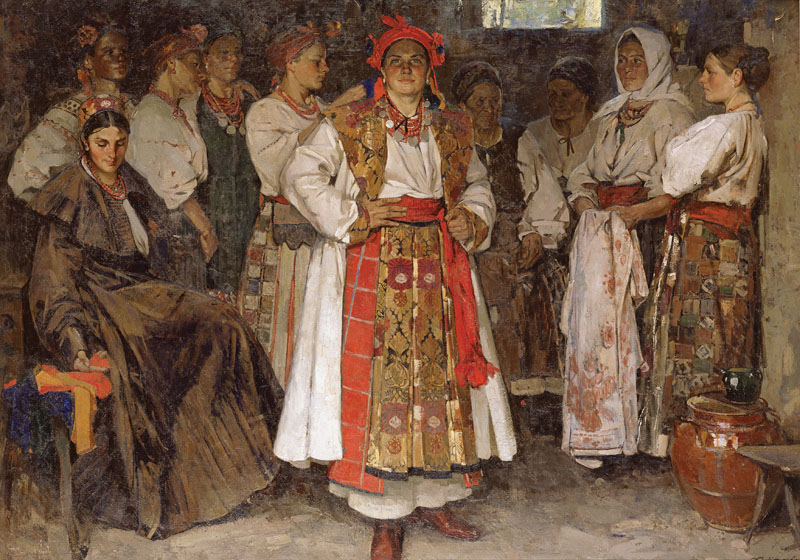
Nationales Kunstmuseum; „Die Braut“, 1910
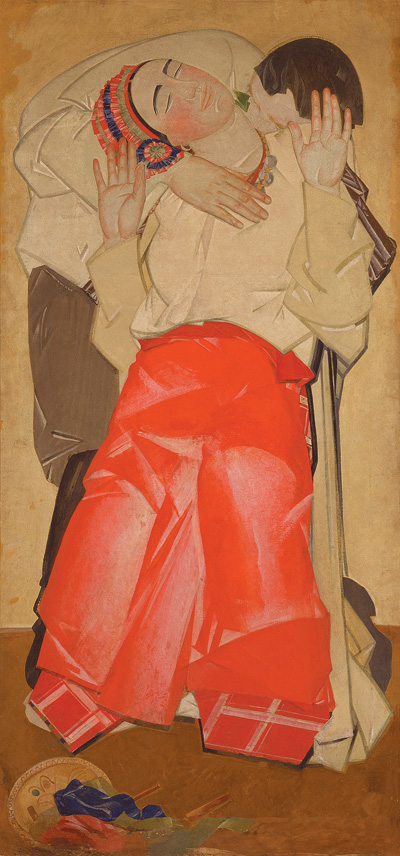
„Liebe“ Triptychon „Leben“
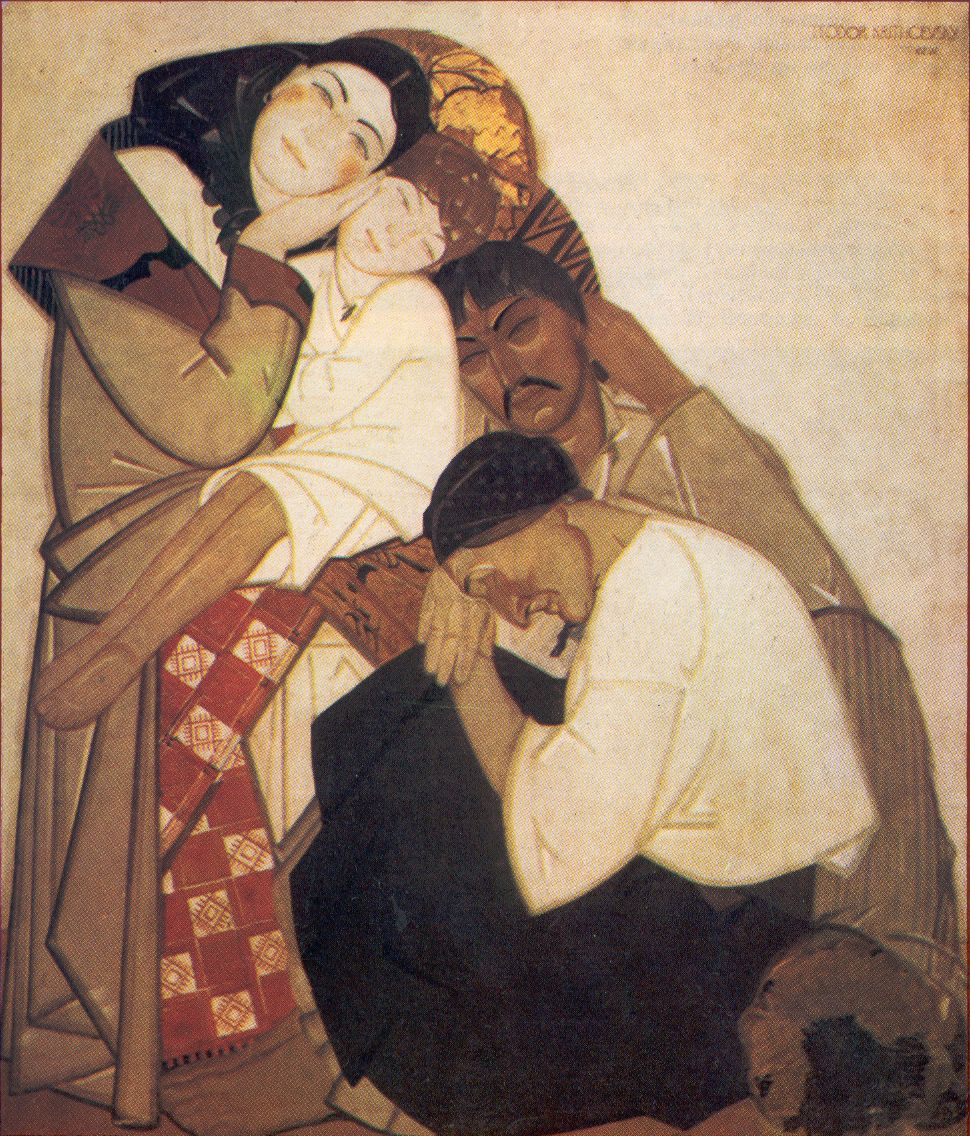
„Familie“ Triptychon „Leben“
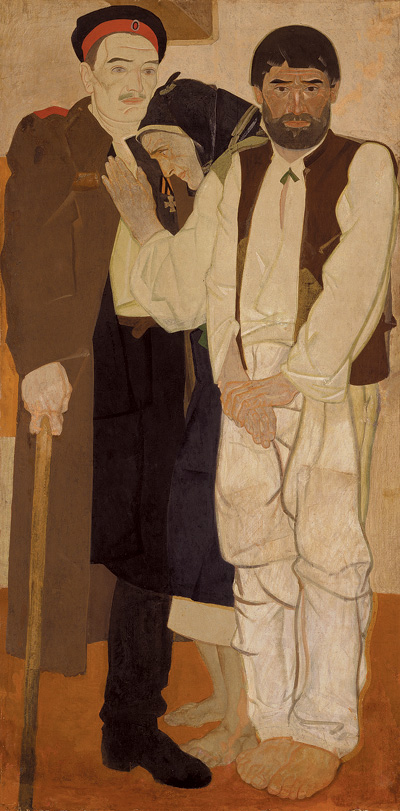
„Heimkehr“ Triptychon „Leben“